# Josepablo Monreal
Josepablo Monreal Villablanca (Santiago del Cile, 1º aprile 1996) è un calciatore cileno, attaccante dei Santiago Wanderers.

## Carriera
Il 1º gennaio 2022 viene acquistato a titolo definitivo dalla squadra finlandese dello SJK.

## Statistiche

### Presenze e reti nei club
Statistiche aggiornate al 29 aprile 2022.
| Stagione               | Squadra                | Campionato             | Campionato | Campionato | Coppe nazionali | Coppe nazionali | Coppe nazionali | Coppe continentali | Coppe continentali | Coppe continentali | Altre coppe | Altre coppe | Altre coppe | Totale | Totale |
| Stagione               | Squadra                | Comp                   | Pres       | Reti       | Comp            | Pres            | Reti            | Comp               | Pres               | Reti               | Comp        | Pres        | Reti        | Pres   | Reti   |
| ---------------------- | ---------------------- | ---------------------- | ---------- | ---------- | --------------- | --------------- | --------------- | ------------------ | ------------------ | ------------------ | ----------- | ----------- | ----------- | ------ | ------ |
| lug.-dic. 2016         | Cobreloa               | 1B                     | 14         | 4          | CC              | 6               | 3               |                    | -                  | -                  |             | -           | -           | 20     | 7      |
| dic. 2016-2017         | Curicó Unido           | 1B                     | 7          | 1          | CC              | -               | -               |                    | -                  | -                  |             | -           | -           | 7      | 1      |
| 2017-2018              | Dorados                | AM                     | 16         | 2          | CM              | 7               | 2               |                    | -                  | -                  |             | -           | -           | 23     | 4      |
| 2018                   | Unión La Calera        | PD                     | 14         | 4          | CC              | -               | -               |                    | -                  | -                  |             | -           | -           | 14     | 4      |
| 2019                   | Unión La Calera        | PD                     | 15         | 2          | CC              | 2               | 0               | CS                 | 1                  | 0                  |             | -           | -           | 18     | 2      |
| Totale Unión La Calera | Totale Unión La Calera | Totale Unión La Calera | 29         | 6          |                 | 2               | 0               |                    | 1                  | 0                  |             | -           | -           | 32     | 6      |
| 2020                   | Cobreloa               | 1B                     | 17         | 1          | CC              | -               | -               |                    | -                  | -                  |             | -           | -           | 17     | 1      |
| 2021                   | Rangers de Talca       | 1B                     | 27         | 0          | CC              | 5               | 1               |                    | -                  | -                  |             | -           | -           | 32     | 1      |
| 2022                   | SJK                    | VL                     | 4          | 1          | CF+CdL          | 0+5             | 0+1             |                    | -                  | -                  |             | -           | -           | 9      | 2      |
| Totale carriera        | Totale carriera        | Totale carriera        | 114        | 15         |                 | 25              | 7               |                    | 1                  | 0                  |             | -           | -           | 140    | 22     |

## Palmarès

### Club

#### Competizioni nazionali
- Primera B: 1

Curicó Unido: 2016-2017